# Warren Jay Terhune
Warren Jay Terhune, ameriški pomorski častnik, * 3. maj 1869, † 3. november 1920.
Terhune je bil kapitan korvete Vojne mornarice ZDA in guverner Ameriške Samoe med 10. junijem 1919 in 3. novembrom 1920.